# Göschwitz
Göschwitz ist ein Stadtteil im Süden von Jena in Thüringen.

## Lage
Göschwitz liegt am westlichen Ufer der Saale kurz oberhalb der Einmündung der Roda, am Fuß des Jagdbergs im Süden und des Mönchsbergs im Norden. Südlich des Stadtteils verläuft die Bundesautobahn 4, die an der Abfahrt Jena-Göschwitz auf die Bundesstraße 88 trifft.
Angrenzende Stadtteile sind Winzerla im Norden, Lobeda im Osten und Maua im Süden. Im Westen liegt das zur Gemeinde Bucha gehörende Dorf Oßmaritz.

## Geschichte
Im Zeitraum von 1421 bis 1425 wurde Göschwitz erstmals urkundlich genannt, die Dorfkirche Göschwitz 1510.
Göschwitz gehörte bereits zwischen 1922 und 1924 einmal zu Jena, die endgültige Eingemeindung erfolgte aber erst 1969.
Bedeutenden Einfluss auf die Entwicklung des Ortsteiles hatten unter anderem die Herausbildung des Eisenbahnknotens Göschwitz ab 1876, die Gründung der Zementfabrik 1885, die Ansiedlung von Teilen des Kombinates Carl Zeiss mit Betriebsschule ab 1968 und die erfolgreiche Umstrukturierung der alten Wirtschaftsbereiche nach 1990.

## Verkehr

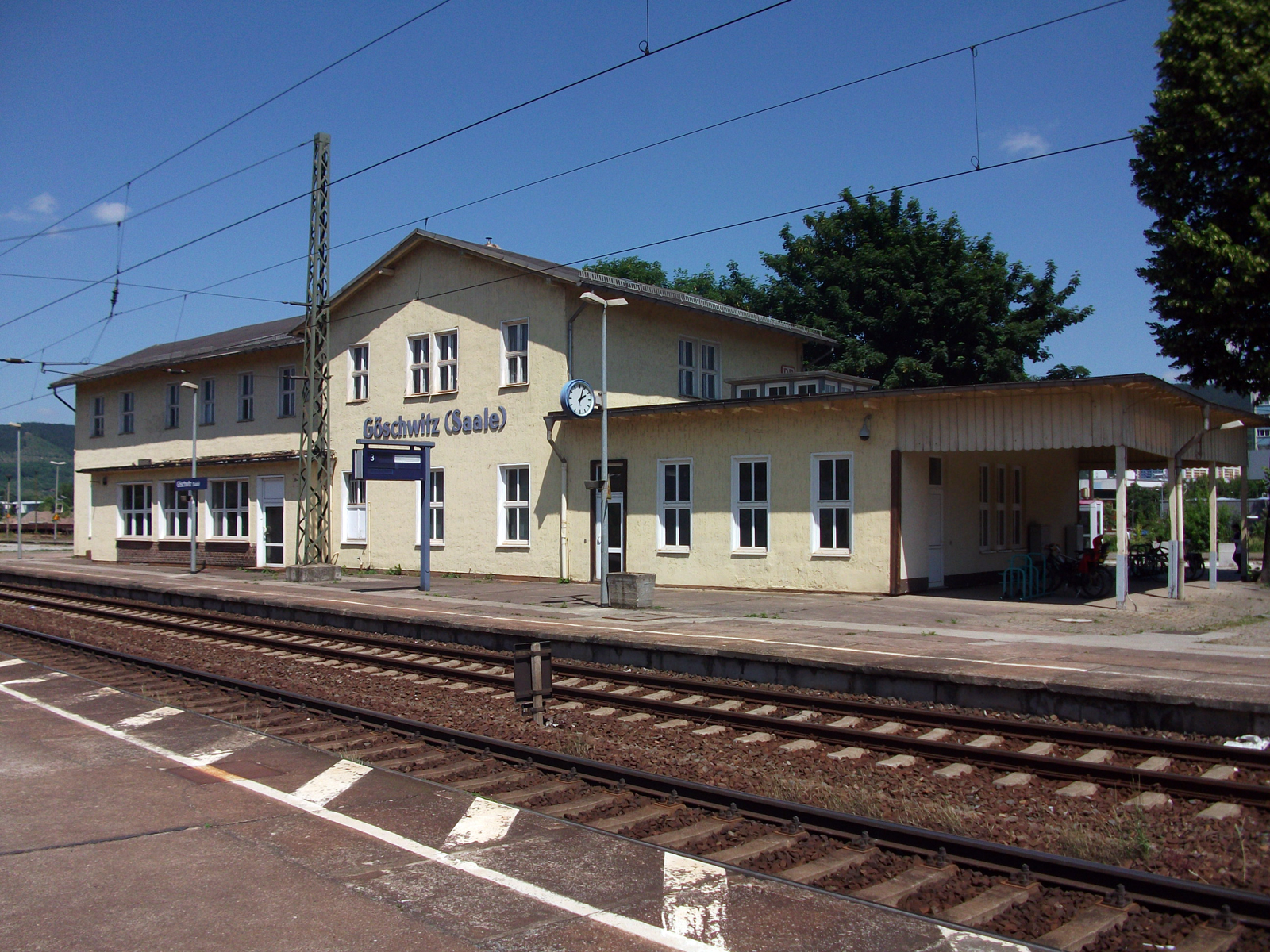
Bahnhofsgebäude Göschwitz

Hohe Bedeutung besitzt Göschwitz als Verkehrsknotenpunkt. Seit 2009 verfügt der Ort über einen Anschluss ans Netz der Straßenbahn Jena. Außerdem kreuzen sich im Bahnhof Jena-Göschwitz die Holzlandbahn Weimar – Gera und die Saalbahn Naumburg (Saale) – Saalfeld (Saale). Vom Bahnhof bestehen Reisemöglichkeiten mit dem Regionalexpress Richtung Göttingen über Erfurt, Richtung Glauchau über Gera, Richtung Leipzig und Halle über Naumburg sowie Richtung Nürnberg über Saalfeld. Regionalbahnen verkehren nach Weimar, Gera und Pößneck. Früher hielten auch verschiedene Fernverkehrszüge in Göschwitz.

## Wirtschaft

### Die Zementfabrik Prüssing & Co.
Am 22. Dezember 1885 wurde die Sächsisch-Thüringische Portland-Cement-Fabrik Prüssing & Co. KGaA in Göschwitz von Godhard Prüssing gegründet. Die Eintragung im Handelsregister erfolgte am 15. April 1886. Das Unternehmen bezog den Hauptrohstoff Kalkstein mittels Materialseilbahn aus einem Tagebau am Mönchsberg.
Das Göschwitzer Unternehmen wurde das Stammwerk des späteren Prüssing-Konzerns und nach der Übernahme durch die Schlesische Portland-Cement-Industrie AG kurz vor Ende des Zweiten Weltkrieges noch zum Hauptsitz eines der größten deutschen Zementunternehmen, der OMZ (Ost-Mitteldeutsche Zementindustrie AG) mit dem ursprünglichen Hauptsitz im oberschlesischen Oppeln.
Bereits 1888 fand die Marke Göschwitz ihre Hauptabsatzgebiete neben Thüringen auch in Sachsen und Bayern. 1899 erwarb Prüssings Unternehmen Aktien der Mitteldeutschen Portland-Cement-Fabrik Prüssing & Co. in Schönebeck an der Elbe.
Zu DDR-Zeiten wurde das Werk als Volkseigener Betrieb weitergeführt, die Zementproduktion und der Kalkabbau am Mönchsberg jedoch Ende 1967 eingestellt. Danach erfolgte der Umbau zu einem Werk für Betonfertigteile („Plattenwerk“); der dort verarbeitete Zement wurde fortan von Zulieferern bezogen. Das Werk wurde mit dem Ende des Wohnungsbaus in Plattenbauweise in den neuen Bundesländern 1994 stillgelegt, das Gelände jedoch erst nach 2010 beräumt. Auf der Fläche entstand der Göschwitzer Technologiepark Südwest.
Das Werk verschmutzte im Betrieb durch Staubauswurf erheblich die Umwelt; wissenschaftliche Untersuchungen dazu erfolgten schon 1937. Der Zementstaub wurde bei Südwind bis in das Jenaer Schottviertel verfrachtet und lagerte sich dort ab, besonders stark war auch Wöllnitz betroffen. Dieses Problem war ein Grund für die Schließung der Zementproduktion 1967, besonders weil die in der Nähe geplante Zeiss-Fabrik Reinräume betreiben sollte.

### Weitere Unternehmen

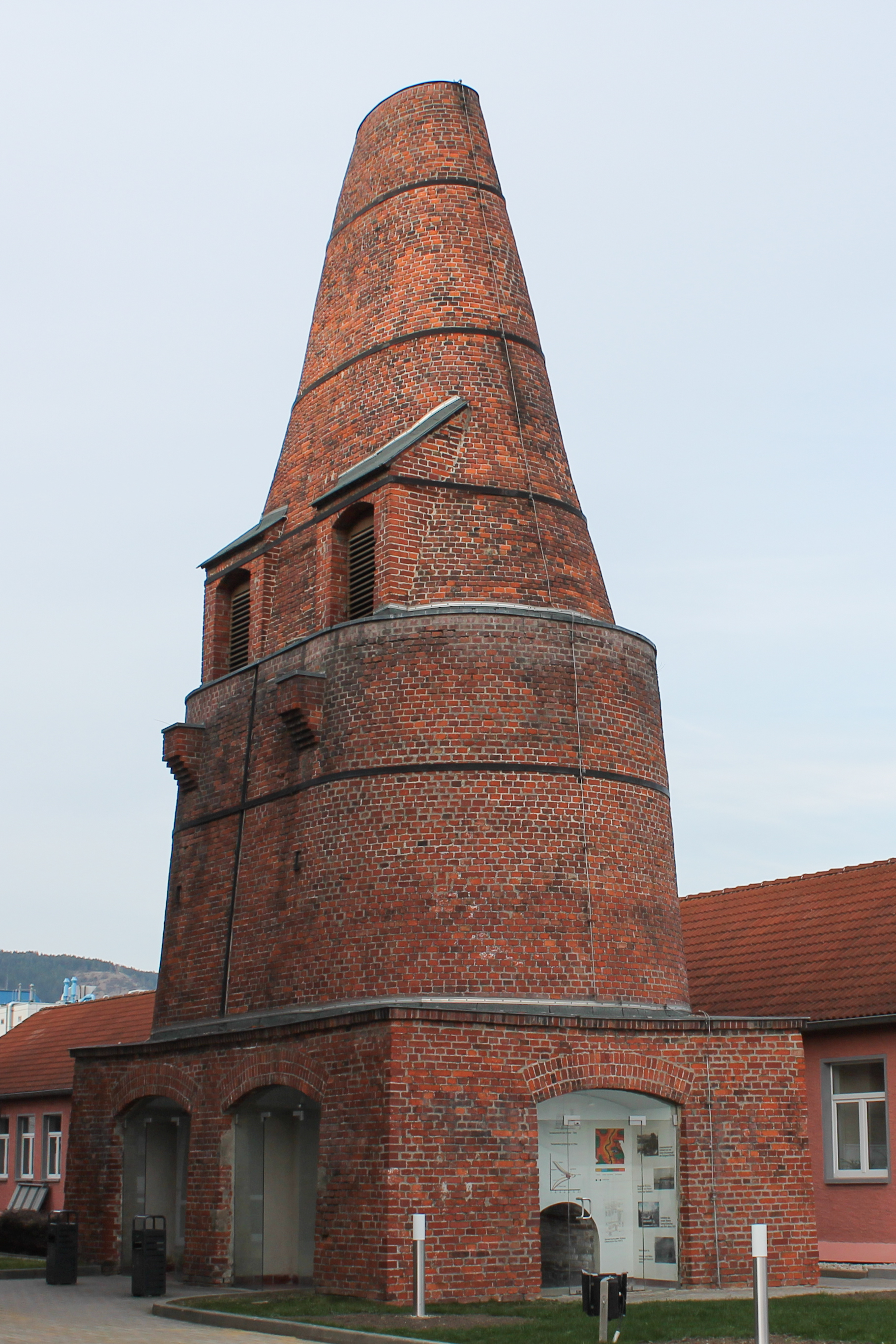
Schachtofen zum Kalkbrennen als Technisches Denkmal in Jena-Göschwitz

1912 siedelte sich mit der Göschwitzer Kalk- und Ziegelwerke GmbH (nach anderer Quelle Tuffsteinwerke GmbH Burgau) ein weiterer Industriebetrieb an. Das Unternehmen befand sich auf der Flurgrenze Göschwitz/Burgau östlich der Bahnstrecke (heute Göschwitzer Straße 22, zum Ortsteil Burgau gehörend) und verarbeitete Travertin aus dem Pennickental bei Wöllnitz zu Branntkalk, Düngekalk und verwandten Produkten. Der Rohstoff kam über eine rund 2,4 km lange Materialseilbahn zum Werk. Die Produktion war stark von der Baukonjunktur abhängig und deshalb nicht kontinuierlich; 1928 durchlief das Unternehmen ein Insolvenzverfahren. 1937 wurde es stillgelegt und die Seilbahnanlage demontiert, 1947 die Produktion für einige Zeit wieder aufgenommen. Am früheren Standort der Firma ist heute noch ein Schachtofen aus dem Jahr 1925 als Technisches Denkmal erhalten (Lage).

### Der Technologiestandort Göschwitz ab 1990
Östlich des Bahnhofs Jena-Göschwitz liegt mit dem Gewerbegebiet Göschwitz (entstanden aus einem ehemaligen Zeiss-Standort) eines der größten Industriegebiete Jenas. Dort sind u. a. Großbetriebe wie Jenoptik AG, Carl Zeiss Meditec AG und Analytik Jena AG angesiedelt, aber auch das Thüringer Landesamt für Umwelt, Bergbau und Naturschutz (TLUBN). Westlich des Bahnhofs, auf dem Gebiet des ehemaligen Zementwerkes, erstreckt sich der Technologiepark Südwest mit mehreren kleineren Technologieunternehmen. Nördlich an das Gewerbegebiet Göschwitz schließt sich auf Burgauer Gebiet direkt das kleine Gewerbegebiet Am Felsbach an.

## Persönlichkeiten
- Bernhard Averbeck, (1874–1930), pers. haft. Gesellschafter u. Seniorchef bei Prüssing & Co.
- Sahra Wagenknecht (* 1969), Politikerin

## Bilder

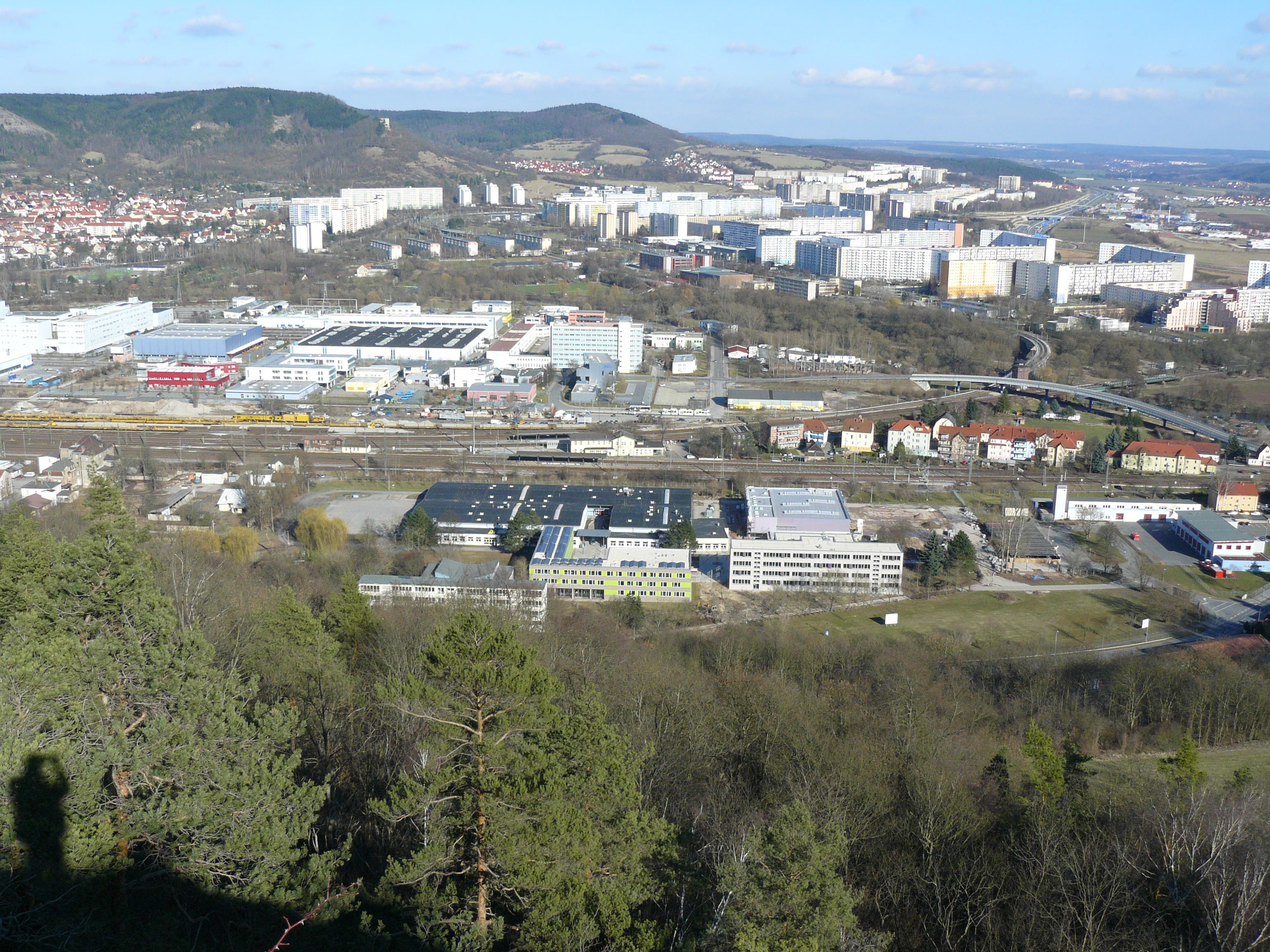
Bahnhofsgelände und Teile des Gewerbegebiets Göschwitz aus der Luft betrachtet
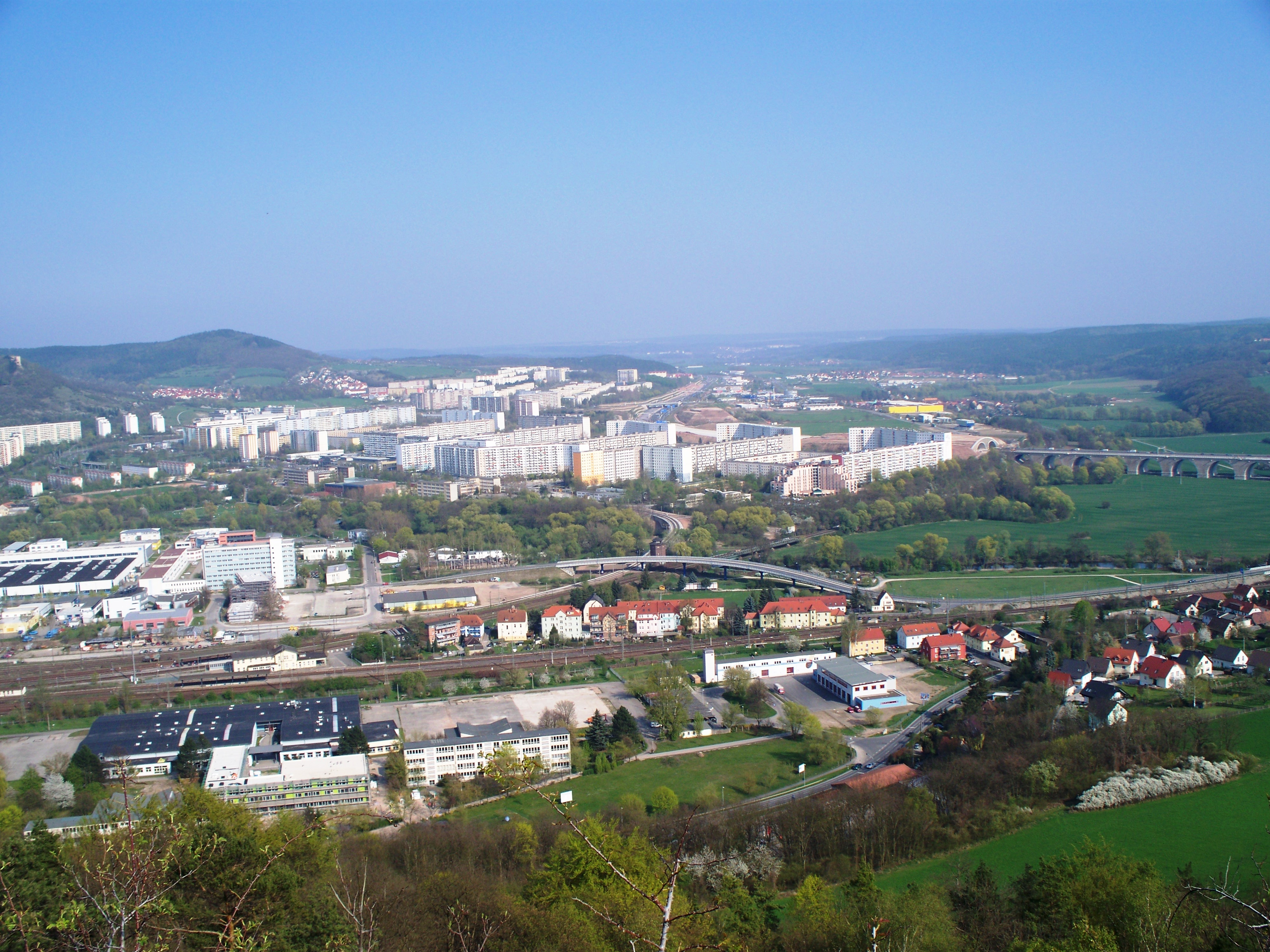
Aussicht vom Mönchsberg auf Göschwitz
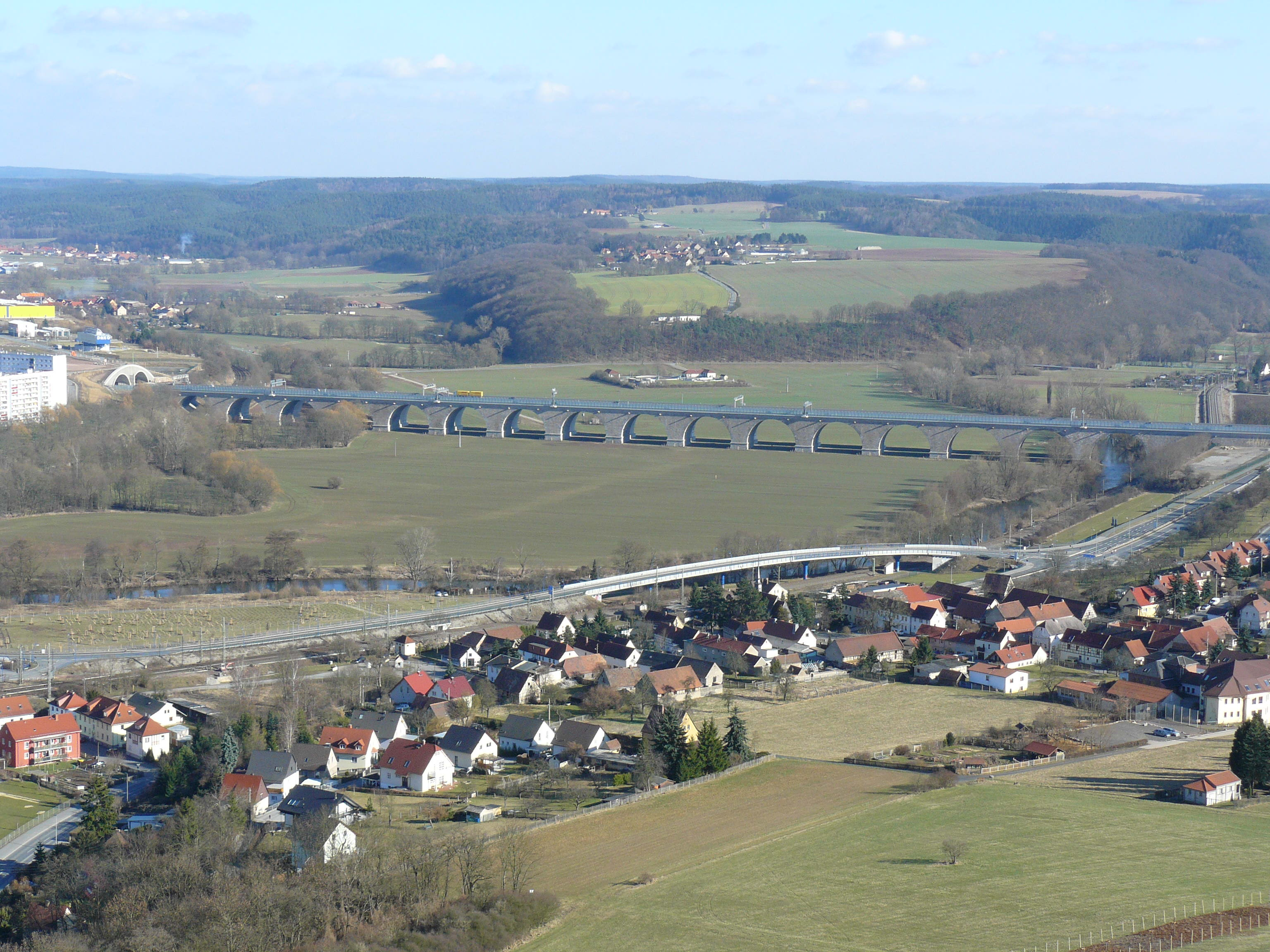
Blick auf Göschwitz, im Hintergrund die Saaletalbrücke Jena der A 4
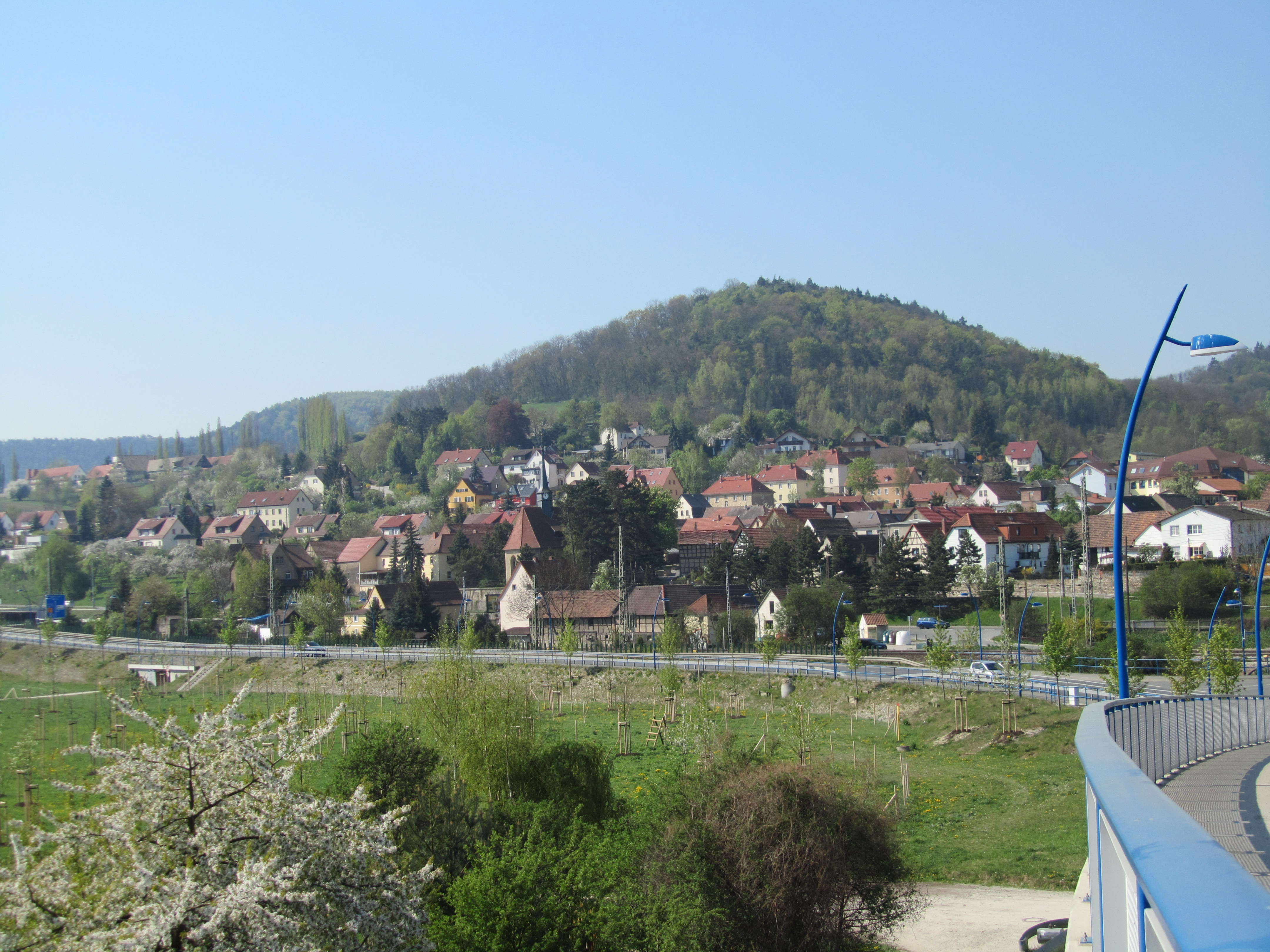
Blick auf Göschwitz von der Bahnbrücke aus
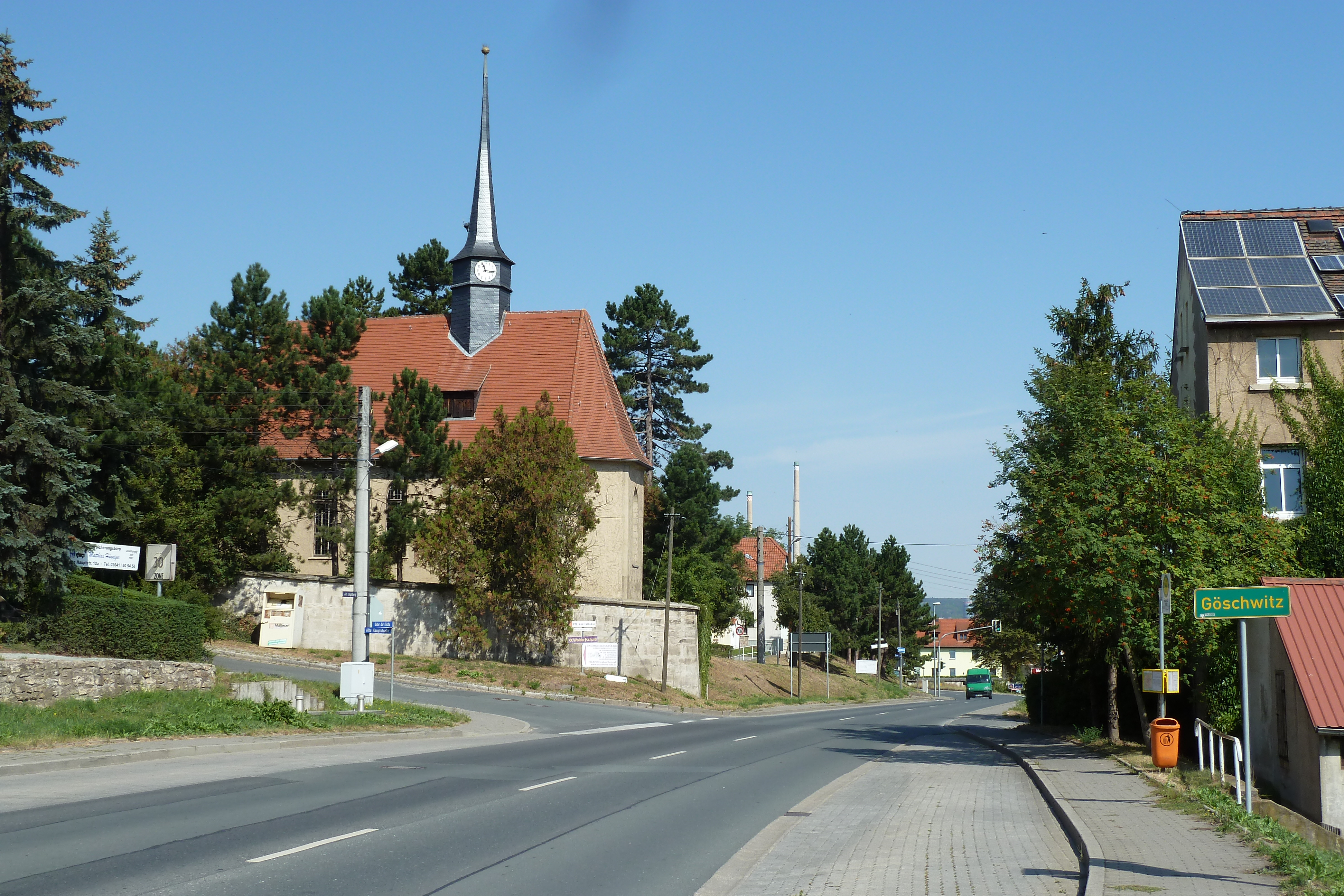
Göschwitz, Ortseingang in Richtung Winzerla
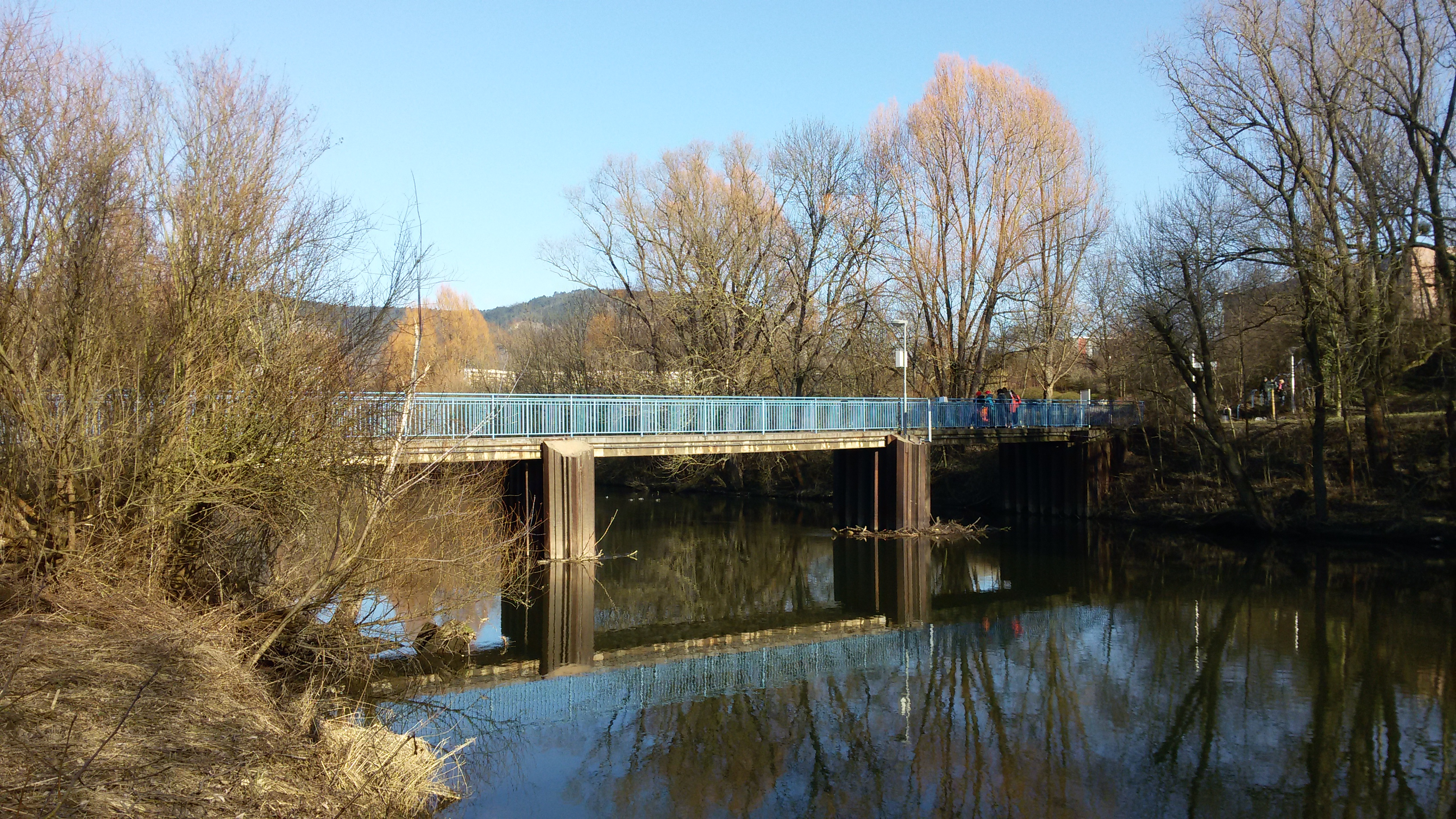
Fußgängerbrücke zwischen Göschwitz und Lobeda